# Уряд Маї Санду
Уряд Маї Санду керував Молдовою з 8 червня до 14 листопада 2019 року. Уряд на чолі з Маєю Санду пішов у відставку після висловленого вотуму недовіри 12 листопада 2019 року фракціями партій ПСРМ і ДПМ. Уряд здійснював повноваження до 14 листопада 2019 року, після чого було призначено уряд під керівництвом Кіку.

## Історія
На парламентських виборах 24 лютого 2019 року було сформовано парламент, куди ввійшли Партія соціалістів Молдови (експонентом якої є Ігор Додон, 35 місць), Демократична партія Молдови (яку очолював Володимир Плахотнюк, 30 місць), блок АКУМ (26 місць), партія Шор-а (7 місць) і три незалежних члена. Оскільки парламент не зміг сформувати новий уряд протягом 90 днів, президент країни повинен був розпустити парламент 7 червня для проведення дострокових парламентських виборів.
Партія «Дія і солідарність» (ПДС) (очолювана Маєю Санду і членом блоку АКУМ разом з Платформою Гідність і Правда) 5 червня 2019 року голосувала за спікера парламенту, запропонованого ПСРМ, щоб розблокувати парламентську діяльність. Наступного дня Платформа Гідність і Правда оголосили про підтримку рішення ПДС, за умови, що Мая Санду сформує новий уряд, а ПСРМ приєднається і проголосує за ряд заходів, таких як звільнення директора Служби інформації і безпеки, директора Національного Центру по антикорупції, повернення до системи пропорційних виборів і створення парламентського комітету для з'ясування обставин подій 7 квітня 2009 року.
8 червня 2019 року 61 депутат від Партії «Дія і солідарність», Партії «Платформа Гідність і Правда» і Партії Соціалістів Молдови одноголосно проголосували за кандидатуру Санду на посаду прем'єр-міністра.
12 листопада 2019 року кабінет міністрів під керівництвом Маї Санду пішов у відставку. На пленарному засіданні Парламенту за відставку уряду Санду проголосували переважно депутати від фракцій ПСРМ і ДПМ. Перед голосуванням прем'єр-міністр Мая Санду зачитала звіт про виконану урядом роботу. 63 члена парламенту висловили вотум недовіри уряду Санду.

## Склад кабінету
| Посада                                                                              | ім'я                       | партія       | Дата призначення  | Дата звільнення   |
| ----------------------------------------------------------------------------------- | -------------------------- | ------------ | ----------------- | ----------------- |
| Прем'єр-міністр                                                                     | Мая Санду                  | ПДС          | 8 червня 2019     | 12 листопада 2019 |
| Прем'єр-міністр                                                                     | Мая Санду (в.о.)           | ПДС          | 12 листопада 2019 | 14 листопада 2019 |
| Віцепрем'єр-міністри                                                                |                            |              |                   |                   |
| Віцепрем'єр-міністр, Міністр внутрішніх справ                                       | Андрей Нестасе             | ПППДП        | 8 червня 2019     | 14 листопада 2019 |
| Віцепрем'єр-міністр з реінтеграції                                                  | Василь Шова                | безпартійний | 8 червня 2019     | 14 листопада 2019 |
| міністри                                                                            |                            |              |                   |                   |
| Міністр економіки і інфраструктури                                                  | Вадим Бринзан              | безпартійний | 8 червня 2019     | 14 листопада 2019 |
| Міністр фінансів                                                                    | Наталія Гаврилиця          | ПДС          | 8 червня 2019     | 14 листопада 2019 |
| міністр юстиції                                                                     | Станіслав Павловський      | ПППДП        | 8 червня 2019     | 23 червня 2019    |
| міністр юстиції                                                                     | Олеся Стамате              | безпартійні  | 23 червня 2019    | 14 листопада 2019 |
| Міністр закордонних справ і європейської інтеграції                                 | Микола Попеску             | безпартійні  | 8 червня 2019     | 14 листопада 2019 |
| Міністр оборони                                                                     | Павло Войку                | безпартійні  | 8 червня 2019     | 14 листопада 2019 |
| Міністр сільського господарства, регіонального розвитку та навколишнього середовища | Джорджета Мінку            | безпартійні  | 8 червня 2019     | 14 листопада 2019 |
| Міністр освіти, культури і досліджень                                               | Ліліана Ніколаеску-Онофрей | ПДС          | 8 червня 2019     | 14 листопада 2019 |
| Міністр охорони здоров'я, праці та соціального захисту                              | Алла Немеренко             | безпартійна  | 8 червня 2019     | 14 листопада 2019 |
| Урядовці за посадою                                                                 |                            |              |                   |                   |
| Башкан Гагаузії                                                                     | Ірина Влах                 | безпартійна  | 8 червня 2019     | 14 листопада 2019 |